# Alice Quartet Obbligato
AliceQuartet OBBLIGATO è un manga scritto da MooNPhase e disegnato da Miyabi Fujieda, pubblicato originariamente nel 2005 sulla rivista Comp Ace di Kadokawa Shoten. L'opera ha per protagoniste delle giovani donne lanciatesi nel mondo della moda ed auto-battezatesi "Alice Quartet" o "AQ", che in giapponese si pronuncia allo stesso modo di eterno (永久?, Eikyuu).

## Trama
A Tokyo, una vecchia chiesa sconsacrata immersa nel verde viene occupata da un gruppo di giovani ed esuberanti stiliste, le Alice Quartet. A gestire il locale omonimo le aiuta inoltre Yukino Mikuriya, componendo così un gruppo spensierato ed indipendente di sole donne. Giorno dopo giorno le ragazze devono vedersela con i problemi quotidiani tra lavoro e difficoltà sentimentali, ma, unite, riescono sempre a superare ogni ostacolo.

## Personaggi
Makino Aihara  ( 藍原 まきの ?, Aihara Makino )
Leader delle Alice Quartet e socia in affari con Yukino. Ama il genere gothic lolita e è responsabile del marchio La Croix De Lune.
 Yuki Towada  ( 十和田 悠希?,  Towada Yuki )
Studentessa liceale e ragazza dall'aspetto androgino, perciò molto popolare tra la clientela giovanile del negozio. Ama disegnare abiti dall'altrettanto carattere ambiguo, per la linea Aqua Drop.
 Fumi Kusonose  ( 楠瀬 文 ?,  Kusonose Fumi)
Studentessa liceale e stilista più fedele al gusto e alla tradizione giapponese. Il suo carattere tranquillo e serio non le impedisce in estate di marinare la scuola per presentarsi al lavoro già di primo mattino. Cura la collezione Saya.
 Suika Orikura  (織倉 翠夏 ?,  Orikura Suika )
La più giovane delle Alice Quartet e da poco ammessa al liceo. Nonostante la giovane età ha una linea tutta sua,  il brand P, sebbene spesso - a causa dei tempi degli stretti tempi di consegna - viene aiutata nel lavoro dalle altre, che hanno verso di lei un atteggiamento scherzosamente fraterno.
 Yukino Mikuriya  (御厨 幸乃 ?,  Mikuriya Yukino )
Proprietaria del negozio Alice Quartet ed ex-compagna di scuola di Makino. Per quest'ultima nutre un affetto che va oltre la semplice amicizia, ma - dato il carattere reticente delle due, che spesso bisticciano giocosamente - non è capace di dichiarare.

## Manga
| Nº | Giapponese 「Kanji」 - Rōmaji | Data di prima pubblicazione            | Data di prima pubblicazione |
| Nº | Giapponese 「Kanji」 - Rōmaji | Giapponese                             |                             |
| 1  | 「AliceQuartet OBBLIGATO」    | 23 gennaio 2008 ISBN 978-4-04-854145-9 |                             |